# Liste der Stolpersteine in Stadthagen
Die Liste der Stolpersteine in Stadthagen enthält alle Stolpersteine, die im Rahmen des gleichnamigen Projekts von Gunter Demnig in Stadthagen verlegt wurden. Mit ihnen soll an Opfer des Nationalsozialismus erinnert werden, die in Stadthagen lebten und wirkten.

## Verlegte Stolpersteine
| Adresse                | Verlege- datum | Person, Inschrift | Bild                                                        | Anmerkung |
| ---------------------- | -------------- | --- | ----------------------------------------------------------- | --------- |
| Am Stadtpark 10 ·      | 5. Dez. 2012   | Hier wohnte Emilie Trautmann geb. Lion Jg. 1885 Flucht 1939 Chile überlebt                                                                                         | Stolperstein für Emilie Trautmann geb. Lion                 |           |
| Am Stadtpark 10 ·      | 5. Dez. 2012   | Hier wohnte Hans Trautmann Jg. 1912 Flucht 1939 Chile überlebt | Stolperstein für Hans Trautmann                             |           |
| Am Stadtpark 10 ·      | 5. Dez. 2012   | Hier wohnte Herbert Jonas Jg. 1917 'Schutzhaft’ 1938 Buchenwald Flucht 1939 Holland versteckt/überlebt                                                             | Stolperstein für Herbert Jonas                              |           |
| Am Stadtpark 10 ·      | 5. Dez. 2012   | Hier wohnte Moritz Trautmann Jg. 1884 'Schutzhaft’ 1938 Buchenwald Flucht 1939 Holland versteckt/überlebt                                                          | Stolperstein für Moritz Trautmann                           |           |
| Bahnhofstraße 15 ·     | 30. Juni 2015  | Hier wohnte Alfred Katz Jg. 1905 'Schutzhaft’ 1938 Buchenwald Flucht 1938 USA                                                                                      | Stolperstein für Alfred Katz                                |           |
| Bahnhofstraße 15 ·     | 30. Juni 2015  | Hier wohnte Marie Sophie Katz geb.Rinke Jg. 1906 Flucht 1938 USA                                                                                                   | Stolperstein für Marie Sophie Katz geb.Pinke                |           |
| Bahnhofstraße 22 ·     | 5. Dez. 2012   | Hier wohnte Antonie Wolf geb. Heineberg Jg. 1871 deportiert 1942 Theresienstadt 1942 Treblinka ermordet                                                            | Stolperstein für Antonie Wolf geb. Heineberg                |           |
| Bahnhofstraße 22 ·     | 5. Dez. 2012   | Hier wohnte Max Wolf Jg. 1865 deportiert 1942 Theresienstadt 1942 Treblinka ermordet                                                                               | Stolperstein für Max Wolf                                   |           |
| Bahnhofstraße 43 ·     | 30. Juni 2015  | Hier wohnte Emma Philipp geb. Storch Jg. 1894 Flucht 1939 England                                                                                                  | Stolperstein für Emma Philipp geb. Storch                   |           |
| Bahnhofstraße 43 ·     | 30. Juni 2015  | Hier wohnte Hans Lachmann Jack Langham Jg. 1918 Flucht 1939 England                                                                                                | Stolperstein für Hans Lachmann                              |           |
| Enzer Straße 24 ·      | 27. Nov. 2013  | Hier wohnte Ernst Silberbach Jg. 1892 verhaftet 1938 Aktion 'Arbeitsscheu Reich' Sachsenhausen deportiert 1941 Riga/Stutthof 1944 Buchenwald befreit tot 13.5.1945 | Stolperstein für Ernst Silberbach                           |           |
| Enzer Straße 24 ·      | 27. Nov. 2013  | Hier wohnte Horst Silberbach Jg. 1921 'Schutzhaft’ 1938 Buchenwald Sachsenhausen deportiert 1941 Riga 1944 Stutthof befreit/überlebt                               | Stolperstein für Horst Silberbach                           |           |
| Enzer Straße 24 ·      | 27. Nov. 2013  | Hier wohnte Johanna Hedwig Silberbach geb. Schulz Jg. 1891 deportiert 1941 Riga 1944 Stutthof ermordet                                                             | Stolperstein für Johanna Hedwig Silberbach geb. Schulz      |           |
| Gartenstraße 20 ·      | 30. Juni 2015  | Hier wohnte Hugo Hirsch Jg. 1908 Flucht 1937 Palästina | Stolperstein für Hugo Hirsch                                |           |
| Krebshägerstraße 38 ·  | 30. Juni 2015  | Hier wohnte Johanne Essmann geb. Meyer Jg. 1883 deportiert 1942 Ghetto Warschau ermordet                                                                           | Stolperstein für Johanne Essmann geb. Meyer                 |           |
| Markt 6 ·              | 30. Juni 2015  | Hier wohnte Bertha Wolf geb. Nathan Jg. 1855 gedemütigt/entrechtet tot 3.11.1941                                                                                   | Stolperstein für Bertha Wolf geb. Nathan                    |           |
| Markt 6 ·              | 5. Dez. 2012   | Hier wohnte John Wolf Jg. 1890 deportiert 1942 Theresienstadt ermordet in Auschwitz                                                                                | Stolperstein für John Wolf                                  |           |
| Markt 8 ·              | 5. Dez. 2012   | Hier wohnte Frieda Löhnberg Jg. 1887 deportiert 1941 Riga ermordet                                                                                                 | Stolperstein für Frieda Löhnberg                            |           |
| Markt 8 ·              | 5. Dez. 2012   | Hier wohnte Hanna Lilienfeld Jg. 1922 deportiert 1942 Ghetto Warschau ermordet in Auschwitz                                                                        | Stolperstein für Hanna Lilienfeld                           |           |
| Markt 8 ·              | 5. Dez. 2012   | Hier wohnte Paula Lilienfeld geb. Wolf Jg. 1888 deportiert 1942 Theresienstadt ermordet in Auschwitz                                                               | Stolperstein für Paula Lilienfeld geb. Wolf                 |           |
| Markt 8 ·              | 5. Dez. 2012   | Hier wohnte Rudolf Weinberg Jg. 1909 'Schutzhaft’ 1938 Buchenwald Flucht 1939 England überlebt                                                                     | Stolperstein für Rudolf Weinberg                            |           |
| Markt 8 ·              | 5. Dez. 2012   | Hier wohnte Ruth Weinberg geb. Lilienfeld Jg. 1917 deportiert 1942 Ghetto Warschau für tot erklärt                                                                 | Stolperstein für Ruth Weinberg geb. Lilienfeld              |           |
| Marktstraße 3 ·        | 5. Dez. 2012   | Hier wohnte Anna Heimann geb. Moosberg Jg. 1899, Flucht 1939 England überlebt                                                                                      | Stolperstein für Anna Heimann geb. Moosberg                 |           |
| Marktstraße 3 ·        | 5. Dez. 2012   | Hier wohnte Elias Lion Jg. 1879 'Schutzhaft’ 1938 Buchenwald deportiert 1942 Ghetto Warschau für tot erklärt                                                       | Stolperstein für Elias Lion                                 |           |
| Marktstraße 3 ·        | 5. Dez. 2012   | Hier wohnte Hedwig Steinberg geb. Katz Jg. 1901 Flucht 1937 Holland überlebt                                                                                       | Stolperstein für Hedwig Steinberg geb. Katz                 |           |
| Niedernstraße 31 ·     | 5. Dez. 2012   | Hier wohnte Clara Asch Jg. 1881 deportiert 1942 ermordet in Auschwitz                                                                                              | Stolperstein für Clara Asch                                 |           |
| Niedernstraße 31 ·     | 5. Dez. 2012   | Hier wohnte Pauline Asch Jg. 1871 deportiert 1942 ermordet in Auschwitz                                                                                            | Stolperstein für Pauline Asch                               |           |
| Nordstraße 3 ·         | 30. Juni 2015  | Hier wohnte Herbert Pommer Jg. 1907 verhaftet 1938 sog. Rassenschande Zuchthaus Bremen deportiert 1943 Auschwitz ermordet 2.1.1944                                 | Stolperstein für Herbert Pommer                             |           |
| Nordstraße 3 ·         | 30. Juni 2015  | Hier wohnte Louise Pommer geb. Nord Jg. 1906 'Schutzhaft’ 1934 Gefängnis Stadthagen entlassen 1934                                                                 | Stolperstein für Louise Pommer geb. Nord                    |           |
| Obernstraße 17 ·       | 6. Okt. 2011   | Hier wohnte Flora Philippsohn geb. Gift Jg. 1868 deportiert 1942 Theresienstadt tot 23.7.1943                                                                      | Stolperstein Stadthagen Obernstraße 17 Flora Philippsohn    |           |
| Obernstraße 17 ·       | 30. Juni 2015  | Hier wohnte Hermann Philippsohn Jg. 1862 gedemütigt/entrechtet tot 27.8.1941                                                                                       | Stolperstein für Hermann Philippsohn                        |           |
| Obernstraße 26 ·       | 27. Nov. 2013  | Hier wohnte Erich Stern Jg. 1914 'Schutzhaft’ 1938 Buchenwald Flucht 1939 England überlebt                                                                         | Stolperstein für Erich Stern                                |           |
| Obernstraße 26 ·       | 27. Nov. 2013  | Hier wohnte Fritz Weinberg Jg. 1913 'Schutzhaft’ 1938 Buchenwald Flucht 1939 England überlebt                                                                      | Stolperstein für Fritz Weinberg                             |           |
| Obernstraße 26 ·       | 27. Nov. 2013  | Hier wohnte Herbert Wildau Jg. 1909 Flucht 1937 Argentinien überlebt                                                                                               | Stolperstein für Herbert Wildau                             |           |
| Obernstraße 26 ·       | 27. Nov. 2013  | Hier wohnte Hermann Heymann Jg. 1914 Flucht 1937 Ecuador überlebt                                                                                                  | Stolperstein für Hermann Heymann                            |           |
| Obernstraße 26 ·       | 27. Nov. 2013  | Hier wohnte Malchen Goldschmidt geb. Nussbaum Jg. 1878 deportiert 1942 Ghetto Warschau ermordet                                                                    | Stolperstein für Malchen Goldschmidt geb. Nussbaum          |           |
| Obernstraße 26 ·       | 27. Nov. 2013  | Hier wohnte Rudolf Weinberg Jg. 1922 Flucht 1938 USA überlebt | Stolperstein für Rudolf Weinberg                            |           |
| Obernstraße 26 ·       | 27. Nov. 2013  | Hier wohnte Adolf Goldschmidt Jg. 1879 deportiert 1942 Ghetto Warschau ermordet                                                                                    | Stolperstein für Adolf Goldschmidt                          |           |
| Obernstraße 39 ·       | 27. Nov. 2013  | Hier wohnte Ludwig Meier Jg. 1894 Flucht 1937 USA überlebt | Stolperstein für Ludwig Meier                               |           |
| Obernstraße 39 ·       | 27. Nov. 2013  | Hier wohnte Ilse Meier Jg. 1924 Flucht 1937 USA überlebt | Stolperstein für Ilse Meier                                 |           |
| Obernstraße 39 ·       | 27. Nov. 2013  | Hier wohnte Julie Meier geb. Rosenbaum Jg. 1892 Flucht 1937 USA überlebt                                                                                           | Stolperstein für Julie Meier geb. Rosenbaum                 |           |
| Probsthäger Straße 1 · | 30. Juni 2015  | Hier wohnte Else Schmitz geb. Meyer Jg. 1907 Flucht 1937 Argentinien                                                                                               | Stolperstein Stadthagen Probsthägerstraße 1 Else Schmitz    |           |
| Probsthäger Straße 1 · | 30. Juni 2015  | Hier wohnte Johanne Schmitz geb. Lilienfeld Jg. 1864 gedemütigt/entrechtet tot 21.1.1940                                                                           | Stolperstein Stadthagen Probsthägerstraße 1 Johanne Schmitz |           |
| Probsthäger Straße 1 · | 30. Juni 2015  | Hier wohnte Karl Schmitz Jg. 1906 Flucht 1937 Argentinien | Stolperstein Stadthagen Probsthägerstraße 1 Karl Schmitz    |           |
| Probsthäger Straße 1 · | 30. Juni 2015  | Hier wohnte Rudolf Stern Jg. 1915 Flucht 1937 Holland | Stolperstein Stadthagen Probsthägerstraße 1 Rudolf Stern    |           |
| Probsthäger Straße 1 · | 30. Juni 2015  | Hier wohnte Werner Schmitz Jg. 1931 Flucht 1937 Argentinien | Stolperstein Stadthagen Probsthägerstraße 1 Werner Schmitz  |           |
| Wallstraße 3 ·         | 6. Okt. 2011   | Hier wohnte Bertha Rosenfeld geb. Hahn Jg. 1861 deportiert 1942 Theresienstadt tot 14.9.1944                                                                       | Stolperstein für Bertha Rosenfeld geb. Hahn                 |           |
| Wallstraße 3 ·         | 30. Juni 2015  | Hier wohnte Erich Rosenfeld Jg. 1904 Flucht 1936 Palästina | Stolperstein für Erich Rosenfeld                            |           |
| Wallstraße 3 ·         | 30. Juni 2015  | Hier wohnte Ernst Rosenfeld Jg. 1904 Flucht 1936 Palästina | Stolperstein für Ernst Rosenfeld                            |           |
| Wallstraße 3 ·         | 6. Okt. 2011   | Hier wohnte Irma Rosenfeld geb. Lebenstein Jg. 1903 deportiert 1941 Riga Stutthof befreit / überlebt                                                               | Stolperstein für Irma Rosenfeld geb. Lebenstein             |           |
| Wallstraße 3 ·         | 6. Okt. 2011   | Hier wohnte Lisel Rosenfeld Jg. 1933 deportiert 1941 Riga ermordet in Auschwitz                                                                                    | Stolperstein für Lisel Rosenfeld                            |           |
| Wallstraße 3 ·         | 6. Okt. 2011   | Hier wohnte Wilhelm Rosenfeld Jg. 1896 deportiert 1941 Riga ermordet in Auschwitz                                                                                  | Stolperstein für Wilhelm Rosenfeld                          |           |
| Westernstraße 12 ·     | 30. Juni 2015  | Hier wohnte Gertud Rosenfeld geb. Wolf Jg. 1899 unfreiwillig verzogen 1938 Berlin deportiert 1942 Trawniki ermordet in Piaski                                      | Stolperstein für Gertud Rosenfeld geb. Wolf                 |           |
| Westernstraße 12 ·     | 30. Juni 2015  | Hier wohnte Kurt Rosenfeld Kenneth Rapley Jg. 1929 Kindertransport 1939 England                                                                                    | Stolperstein für Kurt Rosenfeld                             |           |
| Westernstraße 12 ·     | 30. Juni 2015  | Hier wohnte Lotte Schindel geb. Rosenfeld Jg. 1922 Flucht 1939 England                                                                                             | Stolperstein für Lotte Schindel geb. Rosenfeld              |           |